# Malek Khaţābī
Malek Khaţābī (persiska: ملک خطابی) är en ort i Iran.   Den ligger i provinsen Kermanshah, i den västra delen av landet, 400 km väster om huvudstaden Teheran. Malek Khaţābī ligger 1 316 meter över havet och antalet invånare är 233.
Terrängen runt Malek Khaţābī är platt norrut, men söderut är den kuperad.Runt Malek Khaţābī är det ganska tätbefolkat, med 185 invånare per kvadratkilometer. Närmaste större samhälle är Kahrīz, 16,8 km öster om Malek Khaţābī. Omgivningarna runt Malek Khaţābī är i huvudsak ett öppet busklandskap.